# Pryskyřník peřenosečný
Pryskyřník peřenolistý (Ranunculus millefoliatus) je druh rostliny z čeledi pryskyřníkovité (Ranunculaceae).

## Popis
Jedná se o vytrvalou rostlinu dorůstající nejčastěji výšky 10–30 cm s krátkým oddenkem. Lodyha je přímá, pýřitá, zpravidla nevětvená nebo větvená, většinou s 1 až 2 květy. Listy jsou střídavé, přízemní jsou řapíkaté, lodyžní až přisedlé. Přízemní listy jsou řapíkaté, čepele jsou 2× až 3× peřenosečné se špičatými úkrojky, chlupaté. Lodyžní listy jsou pak jednoduše členěné. Květy jsou žluté, relativně velké.Kališních lístků je 5, lysé. Korunní lístky jsou žluté, je jich zpravidla 5. Kvete v dubnu až v červnu. Plodem je nažka, která je na vrcholu zakončená háčkovitým zobánkem. Nažky jsou uspořádány do souplodí. Počet chromozomů je 2n=16.

## Rozšíření
Pryskyřník peřenolistý roste především ve Středomoří od jižní Francie a Itálie po Řecko a Balkánský poloostrov, přesahuje do JZ Asie a severní Afriky. V České republice neroste. Na Slovensku roste pouze v Malých Karpatech.